# Маккол, Майкл
Майкл Томас Маккол (англ. Michael Thomas McCaul; род. 14 января 1962, Даллас, Техас) — американский политик, республиканец. С 2005 года представляет 10-й избирательный округ штата Техас в Палате представителей США.
В 1984 году окончил Университета Тринити в Сан-Антонио, в 1987 году получил юридическую степень в Университете Сент-Мэри и был принят в коллегию адвокатов. Прошел курсы в Гарвардском институте государственного управления имени Джона Ф. Кеннеди. С 1998 по 2002 год был заместителем генерального прокурора Техаса.
В 2023 году стал председателем комитета Палаты представителей по иностранным делам на 118-м Конгрессе.

## Политические взгляды
Северный поток 2
Маккол является решительным противником строительства трубопровода Северный поток 2. В связи с отменой санкций США против компаний, участвующих в строительстве, заявил:

Этот проект является инструментом зловредного российского влияния; он увеличит энергетическую зависимость Европы от Москвы, сделает Украину более уязвимой для российской агрессии и добавит миллиарды долларов в казну Путина.
Оригинальный текст (англ.)It is a Russian malign influence project that threatens to deepen Europe's energy dependence on Moscow, render Ukraine more vulnerable to Russian aggression and provide billions of dollars to Putin's coffers.

## Семья
Женат, отец пятерых детей. Проживает в Остине.

### Комментарии
1. ↑  19 мая 2021 года администрация президента Байдена объявила об отмене санкций против компаний, участвующих в строительстве трубопровода. Это решение вызвало неоднозначную реакцию политиков как в США, так и в Европе[2]

### Сноски
1. 1 2  http://bioguide.congress.gov/scripts/biodisplay.pl?index=M001157
2. 1 2  Nord Stream 2: Biden waives US sanctions on Russian pipeline Архивная копия от 20 мая 2021 на Wayback Machine, BBC, 19.05.2021